# 紅衣醒神
紅衣醒神（英語：Mr Stunning，前譯「絕色先生」），是一匹曾在香港出賽的已退役賽駒，為2015/2016馬季最佳新馬，早期練馬師是蔡約翰，後期練馬師是羅富全。競賽生涯中三勝國際一級賽。

## 簡介
出生於澳洲的「紅衣醒神」以自購新馬身份被運來香港服役，加盟蔡約翰馬房。
2016年2月3日，「紅衣醒神」首次於香港出賽，初出即勝。
2017年4月9日，莫雷拉策騎「紅衣醒神」勝出國際二級賽短途錦標。
2017年10月22日，羅理雅策騎「紅衣醒神」勝出國際二級賽精英碗。
2017年11月19日，羅理雅策騎「紅衣醒神」勝出國際二級賽馬會短途錦標。
2017年12月10日，羅理雅策騎「紅衣醒神」勝出國際一級賽香港短途錦標。
2018-2019馬季起，「紅衣醒神」轉投羅富全馬房。
2018年12月9日，田泰安策騎「紅衣醒神」蟬聯國際一級賽香港短途錦標，成為繼飛快龍、精英大師及龍王之後史上第四匹能夠蟬聯這項賽事的賽駒。
2020年4月26日，田泰安策騎「紅衣醒神」勝出國際一級賽主席短途獎。
2020年4月27日，練馬師羅富全宣佈「紅衣醒神」將光榮引退，並由馬主安排此駒到澳洲渡過退役生活。
2020年5月7日，「紅衣醒神」連同另一級制賽冠軍「美麗滿載」在同日宣告退役，正式結束其競賽生涯。
2020年6月22日，馬主顧永祥與家人為「紅衣醒神」在馬房舉行歡送儀式，練馬師羅富全及騎師田泰安均有出席。「紅衣醒神」作為顧嘉善家族在港名下馬匹當中成就最高的一匹，退役後被送往澳洲墨爾本的Living Legends牧場頤養天年。

## 在港勝出賽事全紀錄
| 比賽日期   | 賽事名稱             | 賽事班次 | 賽道 | 賽事路程 | 比賽馬場   | 名次 | 完成時間 | 騎師   |
| ---------- | -------------------- | -------- | ---- | -------- | ---------- | ---- | -------- | ------ |
| 03/02/2016 | 琳寶讓賽             | 第四班   | 草地 | 1000米   | 跑馬地馬場 | 1    | 0:57.49  | 田泰安 |
| 24/02/2016 | 山村讓賽             | 第四班   | 草地 | 1200米   | 跑馬地馬場 | 1    | 1:11.09  | 田泰安 |
| 16/04/2016 | 傷健共融齊運動讓賽   | 第三班   | 草地 | 1200米   | 沙田馬場   | 1    | 1:08.88  | 莫雷拉 |
| 11/12/2016 | 龍王讓賽             | 第二班   | 草地 | 1200米   | 沙田馬場   | 1    | 1:09.16  | 莫雷拉 |
| 30/01/2017 | 發財讓賽             | 第二班   | 草地 | 1000米   | 沙田馬場   | 1    | 0:56.38  | 莫雷拉 |
| 05/03/2017 | 友誼大橋讓賽         | 第一班   | 草地 | 1000米   | 沙田馬場   | 1    | 0:55.65  | 莫雷拉 |
| 09/04/2017 | 短途錦標             | G2       | 草地 | 1200米   | 沙田馬場   | 1    | 1:08.46  | 莫雷拉 |
| 22/10/2017 | 精英碗               | G2       | 草地 | 1200米   | 沙田馬場   | 1    | 1:08.10  | 羅理雅 |
| 19/11/2017 | 中銀理財馬會短途錦標 | G2       | 草地 | 1200米   | 沙田馬場   | 1    | 1:09.33  | 羅理雅 |
| 10/12/2017 | 浪琴表香港短途錦標   | G1       | 草地 | 1200米   | 沙田馬場   | 1    | 1:08.40  | 羅理雅 |
| 09/12/2018 | 浪琴表香港短途錦標   | G1       | 草地 | 1200米   | 沙田馬場   | 1    | 1:08.85  | 田泰安 |
| 26/04/2020 | 主席短途獎           | G1       | 草地 | 1200米   | 沙田馬場   | 1    | 1:08.40  | 田泰安 |

## 外部連結
- . 2017-04-09  [2017-04-09]. （原始内容存档于2018-12-31）.
- . 2017-10-22  [2017-10-22]. （原始内容存档于2018-03-31）.
- . 2017-11-19  [2017-11-19]. （原始内容存档于2018-10-29）.
- . 2017-12-10  [2017-12-10]. （原始内容存档于2019-12-15）.
- . 2018-12-09  [2018-12-09]. （原始内容存档于2018-12-09）.
- . 2020-04-26  [2020-04-26].